# Etilendiamin
Etilendiamin je organsko jedinjenje sa formulom . On je bezbojna tečnost sa mirisom sličnom amonijaku. On je veoma bazan amin. Tečnost formira dim u kontaktu sa vlažnim vazduhom. On je u širokoj primeni kao gradivni blok u hemijskoj sintezi. Oko 500.000.000 kg je proizvedeno 1998.

## Sinteza
Etilendiamin se industrijski proizvodi iz 1,2-dihloroetana i amonijaka pod pritiskom na 180 ° u vodenoj sredini:
U ovoj reakciji se formira hlorovodonik, koji formira so sa aminom. Amin se oslobađa adicijom natrijum hidroksida i može se izdvojiti destilacijom. Dietilentriamin (DETA) i trietilentetramin (TETA) se formiraju kao nusproizvodi.